# دومینیک تورتو
دومینیک تورتو (به انگلیسی: Dominic Toretto) یک شخصیت داستانی و یکی از قهرمانان اصلی سری فیلم‌های سریع و خشمگین است. که توسط وین دیزل به تصویر کشیده شده و اولین بار در کنار قهرمان اصلی داستان برایان اوکانر در فیلم سینمایی سریع و خشمگین (فیلم ۲۰۰۱) ظاهر شد. دومینیک توسط فیلمنامه‌نویس گری اسکات تامسون خلق شد، که الهام گرفته از مقاله‌ای در مورد مسابقات خیابانی بود که در ماه مه ۱۹۹۸ درمجله ویب منتشر شد.
وین دیزل ۲٫۵ میلیون دلار برای بازی در سریع و خشمگین (فیلم ۲۰۰۱) و ۱۵ میلیون دلار برای بازی در فیلم سریع و خشمگین ۵ (۲۰۱۱) دستمزد گرفته‌است.